# Dirk Reinhardt
Dirk Reinhardt (Bergneustadt, Rin del Nord-Westfàlia, (Alemanya), 19 de maig de 1963) és un historiador i autor de literatura infantil i juvenil alemany.

## Biografia
Dirk Reinhardt va créixer en un petit poble a la vora de Gummersbach. El 1983 va iniciar els estudis de filologia alemanya a la Universitat de Münster, Alemanya, que completà el 1991 amb un doctorat en història. Fins al 1994 fou investigador a la mateixa universitat. Després va treballar com a periodista independent i redactor, en l'àmbit social i cultural. Des de 2012 es dedica exclusivament a la literatura infantil i juvenil.
Anastasia Cruz - Die Höhlen von Aztlán és el primer llibre infantil de Dirk Reinhardt. Un any més tard va publicar la seva continuació Anastasia Cruz - Die Bücher des Thot. La posterior novel·la juvenil Edelweißpiraten es basa en entrevistes i enregistraments de supervivents, actius com a "Edelweißpiraten" (Pirates de l'Edelweiss, organització juvenil alternativa a les Joventuts Hitlerianes) en l'època del nazisme. La versió teatral de la novel·la es va representar al Comedia Theater de Colònia. En la seva darrera novel·la Train Kids tracta sobre els problemes dels joves emigrants, que viatgen en trens de mercaderies a través de Mèxic per arribar als Estats Units. Per a l'elaboració d'aquesta novel·la mantingué prolongades converses amb molts dels joves que duen a terme aquest perillós trajecte. Conjuntament amb les seves novel·les juvenils, Dirk Reinhardt ofereix materials didàctics complementaris.

## Obres
Novel·les
- Anastasia Cruz - Die Höhlen von Aztlán. Bloomsbury, 2009, ISBN 978-3-8270-5351-0
- Anastasia Cruz - Die Bücher des Thot. Bloomsbury, 2010, ISBN 978-3-8270-5412-8
- Edelweißpiraten. Roman.. Aufbau Verlag, 2012, ISBN 978-3-351-04163-2
- Train Kids. Gerstenberg Verlag, 2015, ISBN 978-3-8369-5800-4

Materials docents
- Edelweißpiraten Arxivat 2015-02-07 a Wayback Machine. (en alemany)
- Train Kids Arxivat 2016-03-04 a Wayback Machine.(en alemany)

### Traduccions al català
- Reinhardt, Dirk; Franquesa Gòdia, Montserrat (traductora). Train Kids.  Lleida: Pagès Editors, 10 de juny de 2016, p. 347 pàgs. (Nandibú Jove). ISBN 9788499757742.[6]

## Premis
- 2009 »Buch des Monats Oktober 2009« (Llibre del mes, octubre 2009) concedit pel Kinderbuch-Couch per Anastasia Cruz - Die Höhlen von Aztlán.[8]
- 2010 JuBu des Monats April 2010 (Millor llibre del mes de literatura juvenil d'abril 2010) per Anastasia Cruz - Die Höhlen von Aztlán;
- 2011 Goldener Bücherpirat per Anastasia Cruz - Die Bücher des Thot;
- 2013 Buch des Monats März 2013 (Llibre del mes, març 2013) concedit pel Servei d'Educació del Land Baden-Württemberg;
- 2015 Train Kids: inclòs a la llista mensual dels set millors llibres de literatura juvenil el març de 2015;
- 2015 Train Kids: Nominació com a "Llibre del mes, abril 2015" ("Buch des Monats April 2015") (Sparte Jugendbuch) per la Deutsche Akademie für Kinder- und Jugendliteratur;
- 2015 Train Kids: Inclòs a la llista de recomanacions internacionals de novel·la juvenil "The White Ravens 2015";[1]
- 2016 Train Kids: Premi de la Fundació Friedrich-Gerstäcker de Braunschweig (Alemanya);[1]
- 2016 Train Kids: Nominada al premi de literatura juvenil de la Fira de Frankfurt octubre 2016.;
- 2016 Train Kids: Inclusió a la llista de llibres recomanats del Premi catòlic de literatura infantil i juvenil.